# Coleophora palifera
Coleophora palifera é uma espécie de mariposa do gênero Coleophora pertencente à família Coleophoridae.